# الإصابة في تمييز الصحابة
الإصابة في تمييز الصحابة كتاب ألفه ابن حجر العسقلاني سعى فيه لاستقصاء جميع الصحابة (أي من صحبوا النبي محمد ﷺ) وتراجمهم، ويعد من أهمّ وأوسع ما ألف من الكتب في تاريخ الإسلام على الإطلاق، وموضوعه التمييز بين الصحابة: من صحت صحبته ومن لم تصح، ومن صح وجوده أو لم يصح. ومجموع تراجمه (12446) ترجمة. وقد استغرق تأليفه أربعين عامًا.

## المؤلف
يوصف ابن حجر في الكتب الإسلامية بأنه الإمام الحافظ وأمير المؤمنين لإتقانه علم الحديث وكان من خطباء الجامع الأزهر ولقب قاضي القضاة لأنه تولى القضاء بمصر، واسمه الكامل شهاب الدين أبو الفضل، أحمد بن علي بن محمد بن محمد بن علي بن أحمد الكنانيّ الشافعيّ المصريّ  ولقب العسقلاني نسبة إلى مدينة عسقلان في فلسطين حيث يتحدر منها أجداده. ولد 773 هـ وتوفي سنة 852 هـ وخرج أعداد كثيرة من الناس في جنازته. نشأ يتيمًا في كنف تاجر مصري وحفظ القرآن صغيرًا وتعلم على يد علماء كثيرين بلغوا المئات وأهمهم زين الدين العراقي، وسراج الدين البلقيني، وابن الملقّن، ألف الكثير من الكتب تبلغ مائة وخمسين عنوانًا أشهرها فتح الباري في شرح صحيح البخاري، والإصابة في تمييز الصحابة، وتهذيب التهذيب، وتقريب التهذيب.

## سبب التأليف
يذكُر الحافظ في سبب تأليفه لكتاب الإصابة أنّه كثيرًا ما وقع بالتتبع على أسماء صحابة لم ترد في المصنفات الكثيرة التي صنّفها العلماء في علم الصحابة من قبله، على الرغم من أنّها واقعة ضمن مجال هذه المصنّفات، وكذلك أخطاء وقع فيها من قبله ممن عمل عمله ولأسباب أخرى، ففكر أن يصنف كتابًا جديدًا في علم الصحابة يكون أشمل وأوسع من غيره في مجال تمييز الصحابة عن غيرهم، فبدأ بذلك فعلاً عام 809 هـ، وانتهى منه عام 847هـ.

## وصف الكتاب ومنهج تأليفه
يقول عبد الفتاح أبو سُنَّة في تقريظ كتاب الإصابة «كتاب الإصابة من خير الكتب التي أُلفت في تاريخ الصحابة رضوان الله عليهم» ويحوي الكتاب أكبر عدد من تراجم الصحابة ذكر فيه ما يقارب اثنا عشر ألفًا وخمسمائة صحابي، كما ميز الأشخاص الذين قد يوصفون خطأ بأنهم صحابة ووضع ضوابطًا للتمييز بين الصحابي وغيره، كما استدرك على المؤلفات السابقة المشابهة. ويمتاز الكتاب بالسعة الزمنية التي يغطيها فهو يمتد من فترة ما قبل الإسلام إلى مرحلة وفاة آخر صحابي معروف. ومن ميزات كتاب الإصابة أنه يعتبر كتاب حديث أيضًا يذكر فيه ابن حجر الحديث ويناقش طرق نقله ويحكم على درجة صحته. ومما يميز الكتاب أنه ينقل عن كتب فقدت ولا يوجد لها نسخ الآن، كما أنه سجل تفاصيل تاريخية وحضارية عن حياة الصحابة وكتابتهم وعلمهم وعن تدوين السنة.
منهج المؤلف
جمع ابن حجر في كتاب الإصابة ما كتبه من سبقه في علم الصحابة، وأعاد البحث والتنقيب في المراجع القديمة الأولى التي تمّ تأليفها وتصنيفها فيما يتعلّق بسير الصحابة، وتاريخ الرواة، والسير والمغازي، وبذلك جمع عدداً من أسماء الصحابة الذين لم يذكروا في مصنفات غيره، واعتمد في منهجية تأليفه للكتاب على ترتيب أسماء الصحابة وفق أحرف المعجم، فيبدأ بحرف الألف أولاً، ثمّ الباء ثمّ التاء وهكذا، وقسم كلّ حرف منهم إلى أربعة أقسام،
- القسم الأول خاص بتراجم الذين وردت صحبتهم بطريق الرواية عنهم أو عن غيرهم مهما كانت الطريق صحيحة أم حسنة أم ضعيفة من الإشارة إلى ذلك.
- القسم الثاني ترجمة الصحابة من الأطفال الذين ولدوا في عهد النبي لبعض الصحابة وقد مات النبي وهم دون سن التمييز وذلك أنهم كانوا حريصين على إحضارهم إلى النبي ليحنكهم ويسميهم وسبب إفرادهم بقسم أن بعض المحققين يعتبروها من المراسيل،
- القسم الثالث عن أولئك المخضرمين الذين شهدوا الجاهلية والإسلام ولم يرد خبر قط أنهم اجتمعوا بالنبي ولا رأوه، وأحاديث هؤلاء مرسلة بالاتفاق
- القسم الرابع والذي تفرد فيه المؤلف عن كل من كان قبله ترجم به أولئك الذين ذكروا في الكتب على سبيل الوهم والغلط وبيان ذلك بالأدلة وبأسلوب أهل الحديث وطرائقهم يقول ابن حجر عن هذا القسم

| الإصابة في تمييز الصحابة | وهذا القسم الرابع لا أعلم من سبقني إليه ولا من حام طائر فكره عليه وهو الضالة المطلوبة في هذا الباب الزاهر وزبدة ما يمخضه من هذا الفن اللبيب الماهر | الإصابة في تمييز الصحابة |

ولكن هذه الطريقة في التقسيم أحدثت تكرارًا في الكتاب وتكرارًا في الإحالة لمواضيع سابقة أو لاحقة.
كما وضّح المؤلف ثبوت التقاء كلاً من الصحابة بالرسول من عدمه، كما أشار إلى ما كان مذكوراً من الأسماء في مصنّفات ومؤلفات أخرى على سبيل الوهم والغلط. اجتهد بضبط الأسماء والألفاظ في الغالب وكان يحرص على ذكر عمّن روى كلّ راوي ومن روى عنه أيضًا كما كان يعيد بعض التراجم إن كان الاسم محتملاً بين اثنين فيترجمه مرّةً عند موضع كلّ احتمال بحسب مكانه من حروف الهجاء وقد استخدم كثيراً في كتابه أسلوب الإحالة للقارئ على ما سبق ذكره في الكتاب أو ما سيأتي ذكره لاحقًا، أمّا طول التراجم في الكتاب فقد تتفاوت تفاوتًا كبيرًا، فبعضها لم يتجاوز بضعة أسطر، ويصل بعضها إلى صفحات عديدة.